# Scaptia abdominosa
Scaptia abdominosa är en tvåvingeart som beskrevs av Philip 1967. Scaptia abdominosa ingår i släktet Scaptia och familjen bromsar. Inga underarter finns listade i Catalogue of Life.